# قرار مجلس الأمن التابع للأمم المتحدة رقم 1820
قرار مجلس الأمن التابع للأمم المتحدة رقم 1820 المتخذ بالإجماع في 19 يونيو 2008. ويدين استخدام العنف الجنسي كأداة حرب، ويعلن أن «الاغتصاب وغيره من أشكال العنف الجنسي يمكن أن يشكل جرائم حرب أو جرائم ضد الإنسانية أو فعلاً تأسيسيًا فيما يتعلق بالإبادة الجماعية». كان اعتماد القرار بمثابة المرة الأولى التي ربطت فيها الأمم المتحدة صراحة العنف الجنسي على أنه تكتيك حرب مع قضايا المرأة والسلام والأمن. يعزز قرار مجلس الأمن رقم 1820 قرار مجلس الأمن التابع للأمم المتحدة رقم 1325 ويسلط الضوء على أن العنف الجنسي في النزاع يشكل جريمة حرب ويطالب أطراف النزاع المسلح باتخاذ التدابير المناسبة على الفور لحماية المدنيين من العنف الجنسي، بما في ذلك تدريب القوات وإنفاذ الإجراءات التأديبية. في نوفمبر 2010، قدم الأمين العام للأمم المتحدة تقريرًا عن تنفيذ قرار مجلس الأمن رقم 1820.

## القرار
وفقًا لبيان صحفي صادر عن مجلس الأمن التابع للأمم المتحدة في 19 يونيو 2008:
طالب مجلس الأمن اليوم «بوقف فوري وكامل من قبل جميع أطراف النزاع المسلح لجميع أعمال العنف الجنسي ضد المدنيين»، معربًا عن قلقه العميق من أنه على الرغم من الإدانة المتكررة، فإن العنف والاعتداء الجنسي على النساء والأطفال المحاصرين في مناطق الحرب هو لم يقتصر الأمر على استمراره فحسب، بل أصبح في بعض الحالات منتشرًا ومنهجيًا لدرجة «تصل إلى مستويات مروعة من الوحشية».
في ختام اجتماع على المستوى الوزاري لمدة يوم حول «المرأة والسلام والأمن»، اعتمد المجلس المكون من 15 عضوًا بالإجماع القرار 1820 (2008)، الذي أشار إلى أن «الاغتصاب وغيره من أشكال العنف الجنسي يمكن أن تشكل جرائم حرب وجرائم ضد الإنسانية أو فعل تأسيسي فيما يتعلق بالإبادة الجماعية». كما أكد عزم المجلس، عند إنشاء وتجديد أنظمة العقوبات الخاصة بالدول، النظر في فرض تدابير «هادفة ومتدرجة» ضد الفصائل المتحاربة التي ترتكب الاغتصاب وغيره من أشكال العنف ضد النساء والفتيات.
كما أشار القرار إلى أن النساء والفتيات مستهدفات بشكل خاص من خلال استخدام العنف الجنسي، بما في ذلك في بعض الحالات «كتكتيك حرب لإذلال، والسيطرة، وبث الخوف في نفوسهن، وتفريقهن و / أو نقلهن قسراً إلى أفراد مدنيين من مجتمع أو مجموعة إثنية». وشدد النص على أن مثل هذا العنف يمكن أن يؤدي إلى تفاقم النزاعات بشكل كبير ويعيق عمليات السلام، وأكد استعداد المجلس، عند الضرورة، لاعتماد خطوات للتصدي للعنف الجنسي المنهجي الذي يستهدف المدنيين عمدا، أو كجزء من حملة واسعة النطاق ضد السكان المدنيين.
بالإضافة إلى النص، طالب المجلس جميع أطراف النزاع المسلح باتخاذ تدابير فورية ومناسبة لحماية المدنيين، بما في ذلك، من بين أمور أخرى، إنفاذ الإجراءات التأديبية العسكرية المناسبة والتمسك بمبدأ مسؤولية القيادة؛ تدريب القوات على الحظر المطلق لجميع أشكال العنف الجنسي ضد المدنيين؛ دحض الخرافات التي تغذي العنف الجنسي؛ وفحص القوات المسلحة وقوات الأمن لمراعاة العنف الجنسي السابق.

## روابط خارجية
- </img>
- نص القرار في undocs.org